# Instytut Badań Literackich Polskiej Akademii Nauk

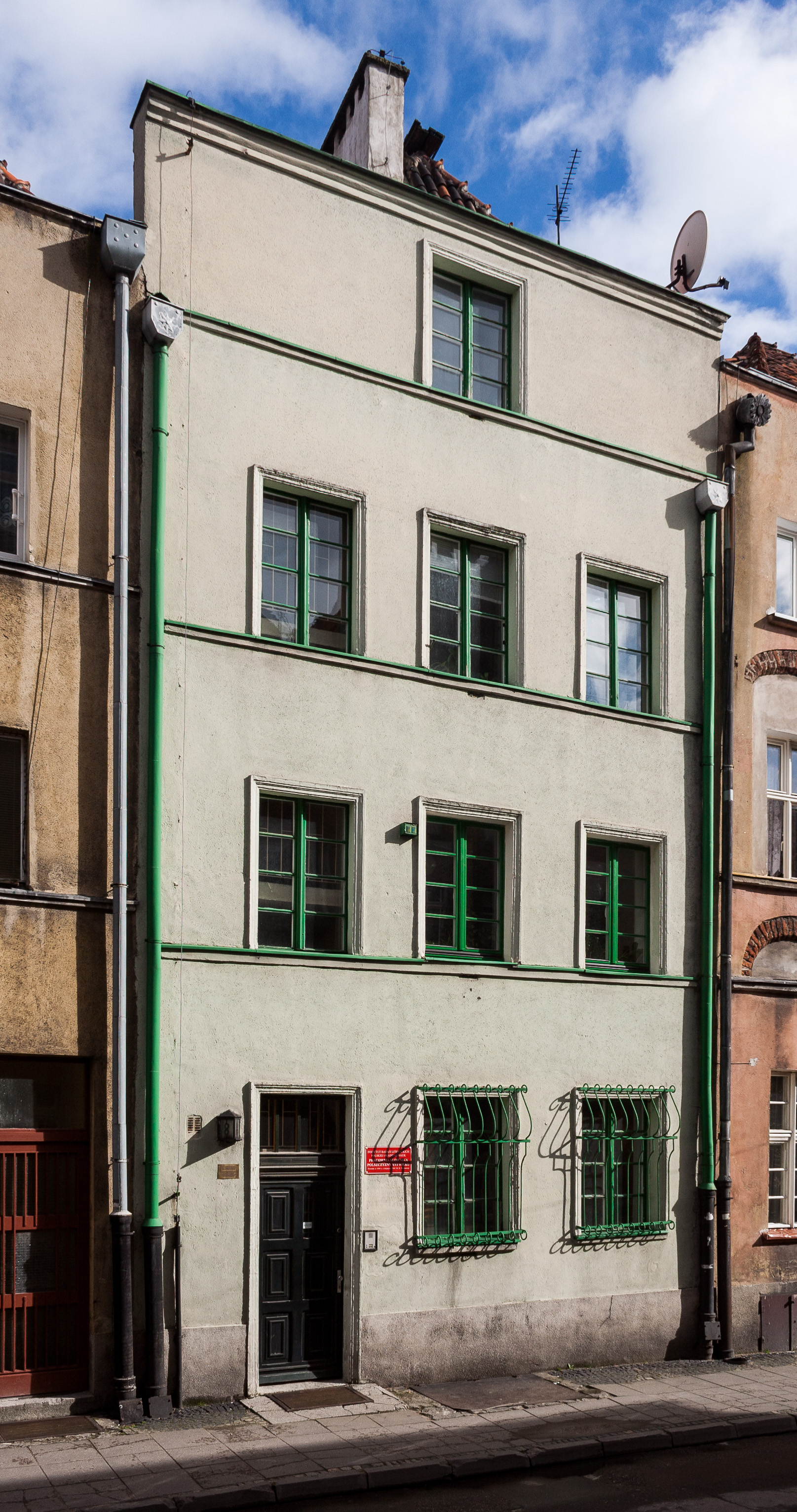
Pracownia Słownika Polszczyzny XVI w. PAN w Toruniu

Instytut Badań Literackich Polskiej Akademii Nauk (IBL PAN) – instytut naukowy Polskiej Akademii Nauk powołany 24 lipca 1948, początkowo podległy Ministerstwu Oświaty, następnie Ministerstwu Szkół Wyższych i Nauki. W 1951 Instytutowi nadano statut. Od 1952 jest placówką Wydziału I Nauk Społecznych Polskiej Akademii Nauk; pozostając w strukturach PAN, w 1998 uzyskał osobowość prawną. Prowadzone w nim badania dotyczą głównie historii literatury polskiej, teorii literatury, historii kultury, dokumentacji literackiej i leksykografii.
Struktura organizacyjna Instytutu obejmuje pracownie badawcze (historyczno- i teoretycznoliterackie, dokumentacyjne, leksykograficzne), Centrum Informacji Literaturoznawczej oraz zespoły edytorskie i redakcyjne.

## Działalność Instytutu
Podstawową dziedziną badań prowadzonych w Instytucie jest historia literatury polskiej; obok niej: zagadnienia teorii form literackich i procesu historycznoliterackiego, języka literackiego i stylu, poetyki teoretycznej i historycznej, wersologii i metryki, literatury popularnej, a także problemy kultury literackiej i świadomości literackiej poszczególnych epok. Instytut prowadzi też rozbudowane prace bibliograficzne i dokumentacyjne, leksykograficzne oraz edytorskie.
W jego dorobku są m.in. wielotomowe, zespołowe opracowania, należące do podstawowego warsztatu polonistycznego, syntezy: Historia literatury polskiej (wyd. od 1972), Historia prasy polskiej (1976-1980), Dzieje folklorystyki polskiej 1800-1918 (1970-1982); opracowania bibliograficzno-dokumentacyjne i informacyjno-encyklopedyczne: Bibliografia literatury polskiej „Nowy Korbut” (wyd. od 1963) wraz z kontynuacjami: Słownikiem współczesnych pisarzy polskich (seria I 1963-1966, seria II 1977-1980) i słownikiem Współcześni polscy pisarze i badacze literatury (wyd. od 1994); Słownik pseudonimów pisarzy polskich (1994-1998); bieżąca Polska Bibliografia Literacka, obejmująca okres od 1944/1945 (wyd. od 1954) wraz z uzupełnieniem okresu 1939-1945: Literatura polska i teatr w latach II wojny światowej (1983-1986); serie: Obraz literatury polskiej XIX i XX wieku (od 1965), Poetyka. Zarys encyklopedyczny (od 1956), Vademecum polonisty (od 1974); bibliografie osobowe i kalendaria życia i twórczości pisarzy, zwłaszcza Kronika życia i twórczości Mickiewicza (od 1957); bibliografie zawartości czasopism; bibliografie gatunków literackich (Dramat staropolski od powstania sceny narodowej, od 1965); słowniki językowe, zwłaszcza Słownik polszczyzny XVI wieku (od 1966) i Słownik języka Adama Mickiewicza (1962-1983).
Pod patronatem Instytutu ukazują się wydania krytyczne utworów literatury polskiej, m.in. fundamentalna edycja Bogurodzicy, sejmowe wydanie Dzieł wszystkich Jana Kochanowskiego. Trwały prace nad Pismami wszystkimi Adama Mickiewicza. Oprócz wymienionych tytułów wydawane są liczne serie studiów i monografii, m.in.: „Studia staropolskie” (64 tomy), „Studia z okresu Oświecenia” (26 t.), „Z dziejów form artystycznych w literaturze polskiej” (85 t.), serie edytorskie: „Archiwum literackie” (28 t.), „Biblioteka pisarzów polskich” (od 1953 do 30 t.), „Biblioteka pisarzy staropolskich” (37 t.), „Biblioteka pisarzy polskiego Oświecenia”. Bogate materiały bibliograficzne i dokumentacyjne, udostępniane do celów naukowych, zgromadzone są w kartotekach Instytutu; wśród nich: bibliografia zawartości literackiej czasopism polskich XIX i XX wieku (do roku 1939; tzw. kartoteka Bara), bibliografia literariów średniowiecznych, kartoteka rękopiśmiennych literariów staropolskich, Kronika życia literackiego Polski Ludowej (w wielotomowym maszynopisie), kartoteka wariantów pieśniowych opracowana przez Pracownię Literatury Ludowej, działającą w Instytucie w latach 1953–1996. Zespół tej pracowni opracował także encyklopedyczny Słownik folkloru polskiego (1965).
W realizacji planów naukowych Instytut współpracuje z polonistycznymi placówkami wyższych uczelni, z zagranicznymi ośrodkami naukowymi, z instytutami Wydziału I PAN. Współpraca wiąże go także z Towarzystwem Literackim im. Adama Mickiewicza, ze Stowarzyszeniem „Pro Cultura Litteraria”, z Fundacją „Centrum Międzynarodowych Badań Polonistycznych”, z Fundacją „Akademia Humanistyczna” i z Towarzystwem Badań Wieku XVIII.
Ostatnio Instytut uczestniczył w międzynarodowych programach naukowych, przygotowując i realizując duże projekty badawczo-edukacyjne: Kanon kultury polskiej w przeobrażającej się Europie (w ramach Programu Phare SCI-TECH, 1996 – jako jedyna placówka humanistyczna PAN) oraz Europa Środkowa. Kulturowe kontakty i zależności (w ramach programu Phare-Fiesta, 1997-1998). Obecnie zainicjowany został przez IBL PAN program badawczo-edukacyjny Polskie dziedzictwo kulturowe w nowej Europie, we współpracy z krajowymi i zagranicznymi ośrodkami naukowymi.
Działalność Instytutu to także kształcenie polonistyczne. Instytut prowadzi (przy współpracy Mazowieckiego Towarzystwa Naukowego): Podyplomowe Studia Filologii Polskiej; Podyplomowe Studia Nowe Liceum - Wiedza o Kulturze; Kurs Retoryki Praktycznej i Krytyki; interdyscyplinarne Podyplomowe Studia Humanistyczne – oraz (we współpracy z Polską Fundacją Upowszechniania Nauki) Podyplomowe Studium Komunikacji Społecznej i Mediów. W zakresie nauczania w szkołach średnich Instytut był inicjatorem, a następnie (wespół z Ministerstwem Edukacji Narodowej) organizatorem Olimpiady Literatury i Języka Polskiego, obejmującej młodzież szkolną w zasięgu ogólnokrajowym, a od 1990 również polskich uczniów z zagranicy.
Biblioteka Instytutu Badań Literackich PAN jest najbogatszym w kraju specjalistycznym księgozbiorem z zakresu historii literatury polskiej i nauki o literaturze. Obok bieżącej produkcji literackiej i naukowej przechowuje w swoich zbiorach cenne zespoły archiwalne i ikonograficzne; sprawuje również opiekę nad Archiwum Elizy Orzeszkowej.
Instytut wydaje czasopisma: „Pamiętnik Literacki” i „Teksty Drugie”. Dysponuje własnym wydawnictwem, które – oprócz obsługi Instytutu – prowadzi działalność wydawniczą na zlecenia.

## Ważniejsze publikacje o IBL
- Instytut Badań Literackich: Informator. Oprac. Anna Grześkowiak-Krwawicz, Zygmunt Ziątek. Słowo wstępne: Elżbieta Sarnowska-Temeriusz. Warszawa 1994.
- Jadwiga Czachowska, Instytut Badań Literackich PAN. [w:] Literatura polska XX wieku. Przewodnik encyklopedyczny.T.1. Warszawa 2000.
- Kronika Instytutu Badań Literackich PAN. Październik 1947 - październik 1987. Oprac. Jadwiga Czachowska, Julia Pitera, Joanna Zawadzka, pod red. J. Czachowskiej. „Biuletyn Polonistyczny” 1988 z. 1/2, 3.
- Instytut Badań Literackich Polskiej Akademii Nauk 1948-2001. Książki i czasopisma (bibliografia). Oprac. Katarzyna Batora i Barbara Tyszkiewicz, pod red. Jadwigi Czachowskiej. Warszawa 2002.

## Organizacja
Siedziba IBL-u znajduje się w Warszawie w Pałacu Staszica, przy ul. Nowy Świat 72.
Obecnym dyrektorem Instytutu jest prof. dr hab. Grzegorz Marzec.

## Pracownicy
Z bardziej znanych postaci Instytutu można wymienić prof Stefana Żółkiewskiego, prof. Marię Janion, prof. Grażynę Borkowską, prof. Michała Głowińskiego, prof. Ryszarda Nycza, prof. Jarosława Marka Rymkiewicza, dr. hab. Marka Bieńczyka, prof. Marka Zaleskiego, prof. Jana Tomkowskiego, prof. Andrzeja Wernera, prof. Janusza Sławińskiego, prof. Włodzimierza Boleckiego, dr. hab. Jacka Kopcińskiego oraz mgr Kazimierę Szczukę.